# Diplectrum bivittatum
Diplectrum bivittatum är en fiskart som först beskrevs av Achille Valenciennes 1828.  Diplectrum bivittatum ingår i släktet Diplectrum och familjen havsabborrfiskar. Inga underarter finns listade i Catalogue of Life.